# Nolana urubambae
Nolana urubambae ist eine Pflanzenart aus der Gattung Nolana in der Familie der Nachtschattengewächse (Solanaceae).

## Beschreibung
Nolana urubambae ist eine verholzende, schwach verzweigende, niederliegende und 10 bis 15 m hohe Pflanze. Nahe der Basis blättert die Rinde papierartig ab, die Stängel sind schwach behaart, die älteren Stängel sind zur Spitze hin auch dicht filzig behaart und blau gefärbt. Die Wurzel ist eine 8 bis 12 cm lange Rübenwurzel. Die leicht fleischigen Laubblätter haben 2 bis 4 mm lange Blattstiele, die Blattspreite ist 5 bis 12 mm lang und 1,5 bis 4,5 mm breit und unbehaart.
Die Blüten stehen an bis zu 4 mm langen Blütenstielen. Der Kelch ist 6 mm lang, leicht feinfilzig behaart, die breit lanzettlichen Kelchlappen werden während der Blüte lederig. Die Krone ist hellblau mit dunkelblauen Linien, leicht trichterförmig und kaum länger als der Kelch. Die fünf Staubblätter sind ungleich lang und messen zwischen 6 und 8 mm. Sie sind genau wie die fast kugelförmige Narbe mattblau. Der Griffel steht über die Krone hinaus.
Die Früchte bestehen aus drei bis fünf Teilfrüchten, die 2 bis 3,5 mm groß, schwarz, rau und gewinkelt sind und in einer Reihe stehen.

## Verbreitung und Standorte
Die Art ist in Peru beheimatet, das Typusexemplar wurde in der Provinz Urubamba in einer Höhe von 2860 m gefunden.

## Systematik
Phylogenetische Untersuchungen ergaben, dass die Art innerhalb der Gattung am nächsten mit Nolana aticoana, Nolana chancoana, Nolana chapiensis, Nolana humifusa, Nolana inflata, Nolana laxa, Nolana lezamae, Nolana plicata, Nolana scaposa, Nolana spathulata und Nolana weissiana verwandt ist. Diese ausschließlich in Peru beheimateten Arten bilden eine monophyletische Klade.